# Подгоренская волость (Богучарский уезд)
Подгоренская волость — историческая административно-территориальная единица Богучарского уезда Воронежской губернии с центром в слободе Подгорная.
По состоянию на 1880 год состояла из 2 поселений, единой сельской общины. Населения — 5733 лица (2855 мужского пола и 2878 — женской), 925 дворовых хозяйств.
|                       | Площадь, десятин | В том числе пахотной, дес. |
| --------------------- | ---------------- | -------------------------- |
| Сельских общин        | 16159            | 14973                      |
| Частной собственности | 72               | 20                         |
| Другой собственности  | 132              | 50                         |
| В общем               | 16363            | 15043                      |

Поселения волости на 1880 год:
- Подгорная — бывшая государственная слобода при реках Подгорная и Манина за 82 версты от уездного города, 5625 человек, 912 дворов, православная церковь, школа, 2 лавки, ежегодный ярмарки.

По данным 1900 года в волости насчитывалось 4 поселения:
- слобода Подгорная;
- хутор Блощицын;
- хутор Лозовой;
- собственнические владения Сергея Ивановича Котлярова;

с преимущественно украинским населением, единственное сельское общество, 137 зданий и учреждений, 1039 дворовых хозяйств, население составляло 6464 лица (3291 мужского пола и 3173 — женского).
В 1915 году волостным урядником был Андрей Федорович Корниенко, старшиной был Тихон Прокофьевич Слєпокуров, волостным писарем — Трофим Фомич Авраменко.